# 1371
1371 (MCCCLXXI) a fost un an obișnuit al calendarului iulian, care a început într-o zi de vineri.

## Evenimente
- 26 septembrie: Bătălia de pe Marița sau Bătălia de la Cernomen (Grecia). Confruntare între armatele Țaratului Sârb și cele ale Imperiului Otoman, încheiată cu victoria decisivă a otomanilor, conduși de Lala Șahin Pașa.

## Nașteri
- dată necunoscută: Zheng He explorator (d. 1433)
- dată necunoscută: Jan Hus  (d. 1415)
- 28 mai: Ioan cel Neînfricat duce al Burgundiei (d. 1419)
- 14 aprilie: Maria a Ungariei regină (d. 1395)
- dată necunoscută: Leopold al IV-lea, Duce al Austriei duce al Austriei (d. 1411)

## Decese
- 17 februarie: Ioan Alexandru, țar al Bulgariei (n. ?)